# 주결경
주결경(중국어 간체자: 周洁琼, 정체자: 周潔瓊, 병음: Zhōu Jiéqióng 저우제충[*], 1998년 12월 16일~)은 중화인민공화국의 가수, 배우이다. 2016년 엠넷에서 주관한 서바이벌 프로그램 《PRODUCE 101》에 출연해 최종순위 11명 중, 6등으로 걸 그룹 아이오아이의 멤버가 되었다. 과거 걸 그룹 프리스틴의 멤버이자 보컬을 맡았었다.

## 학력
- 항저우 톈창 소학교 (졸업)
- 상하이 음악학원 부속 중등 음악전문학교
- 서울공연예술고등학교 방송연예과 (졸업)

## 생애
주결경은 1998년 12월 16일 타이저우 시에서 1남 2녀 중 첫째로 태어났다. 10세에 비파 전공으로 상하이 음악학원 부속 중등 음악전문학교(上海音乐学院附属中等音乐专科学校)에 입학하였다. 13세 때 상하이에서 플레디스에 캐스팅되었으나, 2010년부터 2013년 여름까지는 방학 때마다 연습을 하였다. 2013년 가을부터 본격적으로 연습생 생활을 시작하였다. 서울공연예술고등학교 방송연예과에 다녔으며, 2017년 2월 7일 졸업했다.

## 활동

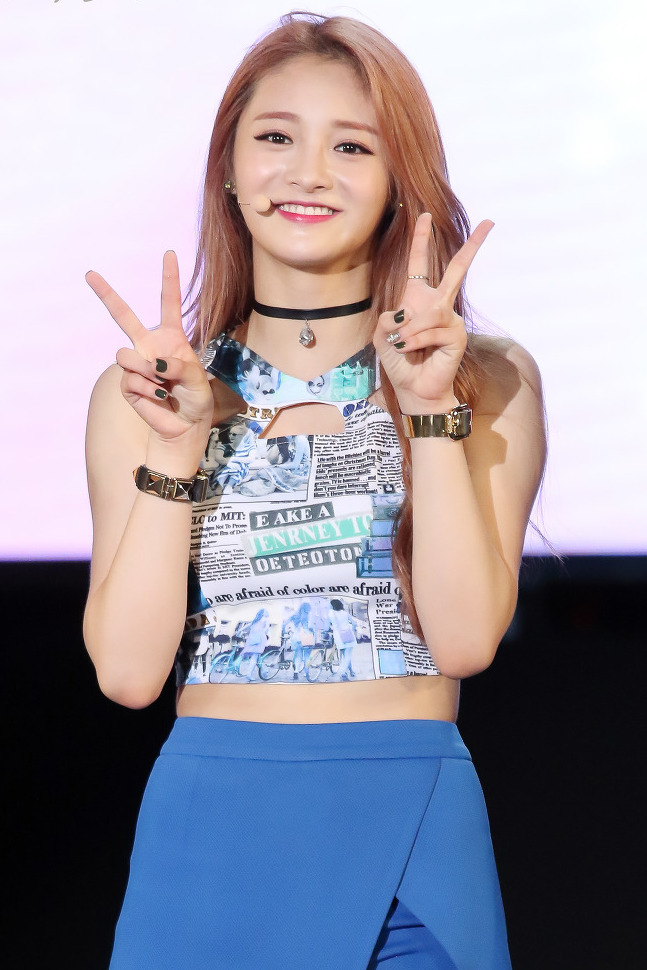
2016년 9월 4일 시청 태권도 평화콘서트에서 주결경.

2016년 《PRODUCE 101》에 참가하였으며, 최종 11위 안에 들어 아이오아이의 멤버가 되었다. 2016년 5월 4일에 아이오아이의 첫 미니 앨범 Chrysalis가 발매되었다. 또한, 주결경은 프리스틴의 일원이지만 아이오아이 활동을 위해 플레디스걸즈 콘서트에 불참하고 있었으나, 6월 25일 나영과 함께 출연하였다.
2018년 2월 8일 우주소녀 멤버 성소와 함께 중국 후난TV에서 생방송되는 춘절 특집 프로그램 ‘춘절연환만회(SPRING FESTIVAL)’에서 합동무대를 꾸몄다.
2018년 9월 첫 번째 솔로 싱글 앨범 《WHY》가 중국에서 발매되었다.

## 출연 작품

### 텔레비전 프로그램
| 연도 | 방송사     | 제목                          | 역할      |
| ---- | ---------- | ----------------------------- | --------- |
| 2016 | Mnet       | 《PRODUCE 101》               | 참가자    |
| 2016 | KBS2       | 《안녕하세요》                | 게스트    |
| 2016 | KBS2       | 《배틀 트립》                 | 게스트    |
| 2016 | MBC every1 | 《주간 아이돌》               | 게스트    |
| 2016 | 네이버 TV  | 《I.O.I의 괴담시티》          | 고정 출연 |
| 2016 | Mnet       | 《랜선친구 I.O.I》            | 고정 출연 |
| 2016 | 채널A      | 《개밥 주는 남자》            | 고정 출연 |
| 2016 | 아리랑 TV  | 《After School Club》         | 게스트    |
| 2016 | 네이버 TV  | 《슛 포 러브》                | 게스트    |
| 2016 | KBS2       | 《스타가 What다!》            | 게스트    |
| 2016 | KBS2       | 《유희열의 스케치북》         | 게스트    |
| 2016 | Mnet       | 《MEET&GREET》                | 게스트    |
| 2016 | Mnet       | 《너의 목소리가 보여 시즌 3》 | 초대 가수 |
| 2016 | KBS1       | 《도전 골든벨》               | 초대 가수 |
| 2016 | MBC every1 | 《스타쇼 360》                | 게스트    |
| 2016 | Mnet       | 《양남자쇼》                  | 게스트    |
| 2016 | JTBC       | 《비정상회담》                | 게스트    |
| 2017 | KBS2       | 《안녕하세요》                | 게스트    |
| 2017 | Mnet       | 《엠카운트다운》              | 스페셜MC  |
| 2017 | MBC        | 《오빠생각》                  | 고정 출연 |
| 2017 | KBS 2      | 《냄비받침》                  | 게스트    |
| 2018 | MBC        | 《미스터리 음악쇼 복면가왕》  | 참가자    |
| 2018 | 아이치이   | 《우상연습생(偶像练习生)》    | 멘토      |
| 2019 | 후난위성TV | 《소년야춘완》                |           |
| 2019 | KBS2       | 《배틀트립》                  | 게스트    |
| 2020 | 유쿠       | 《대당여법의》                | 염안      |

### 드라마
| 연도 | 제목                   | 역할               | 방송사           | 비고 |
| ---- | ---------------------- | ------------------ | ---------------- | ---- |
| 2020 | 대당여법의(大唐女法医) | 염안(冉颜)         | 텐센트 TV        | 주연 |
| 2020 | 유비(有翡)             | 이연(李妍)         | 텐센트 TV        | 조연 |
| 2021 | 약속(约定)             | 리샤오룽(李晓荣)   | 아이치이         | 조연 |
| 2022 | 영제적공주(影帝的公主) | 명미(明薇)         | 아이치이         | 주연 |
| 2024 | 他们的奇妙时光         | 쑹링링(宋灵灵)     | 텐센트 TV        | 주연 |
| 2024 | 小巷人家               | 우샨샨(吴姗姗)     | 후난위성텔레비전 | 조연 |
| 2024 | 촉금인가(蜀锦人家)     | 녕대(宁黛)         | 유쿠             | 조연 |
| 2025 | 회수죽정(淮水竹亭)     | 취옥명란(翠玉鸣鸾) | 아이치이         | 조연 |
| 2025 | 임강선(临江仙)         | 곡성만(曲星蛮)     | 아이치이         | 조연 |
| TBA  | 명월입경회(明月入卿怀) | 양망월(杨望月)     | 아이치이         | 주연 |
| TBA  | 산하침(山河枕)         | 추진(楚锦)         | 텐센트 TV        | 조연 |

### 뮤직비디오
| 연도 | 가수         | 곡 제목         |
| ---- | ------------ | --------------- |
| 2014 | 오렌지캬라멜 | "나처럼 해봐요" |
| 2015 | 세븐틴       | "만세"          |